# Guillermo Chapman Fábrega
Guillermo Chapman Fábrega (Nueva York, 2 de noviembre de 1935) es un economista y político panameño, Ministro de Planificación y Política Económica de Panamá desde 1994 hasta 1998.

## Biografía
Nacido en Estados Unidos, su padre fue Guillermo Octavio Chapman Vallarino. Se graduó de economista en la Universidad Estatal de Luisiana y posteriormente obtuvo una maestría en economía y finanzas en la misma universidad.
Se desempeñó como funcionario público, trabajando en el Ministerio de Obras Públicas (1958-1959), asesor económico en la Presidencia de la República (1961-1964), asesor económico en el Ministerio de Relaciones Exteriores (1964-1968) y negociador de los nuevos tratados del canal de Panamá. Fue catedrático de economía en la Universidad de Panamá. En 1968 fundó Investigación y Desarrollo, S.A. (Indesa), empresa de asesoría pública y privada y ha su sido principal director. En 1990 fundó la Bolsa de Valores de Panamá.
Entre 1994 y 1998 fue nombrado Ministro de Planificación y Política Económica, dentro del gobierno del presidente Ernesto Pérez Balladares, siendo el encargado de la reestructuración de la deuda externa, la privatización de las principales empresas estatales, en especial luz y telefonía, y la implementación de nuevas leyes sobre el régimen bancario y la apertura comercial. En el mismo período también fungió como gobernador del Banco Interamericano de Desarrollo, del Banco Mundial y del Fondo Monetario Internacional.
En 1999 volvió a la asesoría empresarial y fue nombrado miembro de la Junta Directiva de la Autoridad del Canal de Panamá.
Es padre de Felipe Chapman, ministro de Economía y Finanzas en el gobierno de José Raúl Mulino (2024- ).